# Cantora, un viaje íntimo
Cantora es un álbum doble de duetos de la cantante argentina Mercedes Sosa con diversos intérpretes editado por Sony BMG Music y el último proyecto musical grabado por ella. Consta de dos discos o volúmenes, titulados "Cantora 1" y "Cantora 2" y un DVD titulado "Cantora: un viaje íntimo", editados en el año 2009. Aunque la cantante ya había sufrido diversos problemas de salud cuando se grabó, el disco fue un éxito inmediato y se convirtió en disco de oro en Argentina en un tiempo récord. El primer disco logró obtener dos Grammy Latinos 2009, por Mejor álbum folclórico y Mejor diseño de empaque.
El DVD contiene todas las grabaciones incluidas en los discos de audio y como material adicional los videos de las sesiones de grabación, encuentros con otros personajes, momentos creativos, testimonios de los artistas que participaron y reflexiones de Mercedes Sosa acerca de su vida y de la grabación de Cantora. Cantora 1 se transformó en el álbum más exitoso de la década vendiendo más de 320.000 copias, en cambio que Cantora 2 vendió más de 80.000.

## Lista de canciones
| CD 1 |                                |                                           |                                           |          |  |
| N.º  | Título                         | Escritor(es)                              | Artista invitado                          | Duración |  |
| 1.   | «Aquellas pequeñas cosas»      | Joan Manuel Serrat                        | Joan Manuel Serrat                        |          |  |
| 2.   | «Barro tal vez»                | Luis Alberto Spinetta                     | Luis Alberto Spinetta                     |          |  |
| 3.   | «Sea»                          | Jorge Drexler                             | Jorge Drexler                             |          |  |
| 4.   | «Coração vagabundo»            | Caetano Veloso                            | Caetano Veloso                            |          |  |
| 5.   | «La maza»                      | Silvio Rodríguez                          | Shakira                                   |          |  |
| 6.   | «Zamba para olvidarte»         | Julio Fontana, Daniel Toro                | Diego Torres y Facundo Ramírez            |          |  |
| 7.   | «Agua, fuego, tierra y viento» | Paz Martínez                              | Soledad Pastorutti                        |          |  |
| 8.   | «Celador de sueños»            | Raúl "Tilín" Orozco                       | Gustavo Santaolalla y Orozco - Barrientos |          |  |
| 9.   | «Sábiendose de los descalzos»  | Julieta Venegas                           | Julieta Venegas                           |          |  |
| 10.  | «Himno de mi corazón»          | Miguel Abuelo                             | León Gieco                                |          |  |
| 11.  | «Novicia»                      | Víctor Heredia                            | Víctor Heredia                            |          |  |
| 12.  | «Zamba de los adioses»         | Armando Tejada Gómez, Tito Francia        | Dúo Nuevo Cuyo                            |          |  |
| 13.  | «Nada»                         | Horacio Sanguinetti, José Dames           | María Graña y Leopoldo Federico           |          |  |
| 14.  | «Esa musiquita»                | Teresa Parodi                             | Teresa Parodi                             |          |  |
| 15.  | «Romance de la luna tucumana»  | Atahualpa Yupanqui, Pedro Aznar           | Juan Quintero y Luna Monti                |          |  |
| 16.  | «Deja la vida volar»           | Víctor Jara                               | Pedro Aznar                               |          |  |
| 17.  | «Pájaro de rodillas»           | Alfredo Zitarrosa, Carlos Porcel "Nahuel" | Nacha Roldán                              |          |  |

| CD 2 |                                    |                                          |                             |          |  |
| N.º  | Título                             | Escritor(es)                             | Artista invitado            | Duración |  |
| 1.   | «Zona de promesas»                 | Gustavo Cerati                           | Gustavo Cerati              |          |  |
| 2.   | «Desarma y sangra»                 | Charly García                            | Charly García               |          |  |
| 3.   | «Canción para un niño de la calle» | Armando Tejada Gómez, Ángel Ritro        | René Pérez (Calle 13)       |          |  |
| 4.   | «Parao»                            | Rubén Blades                             | Vicentico                   |          |  |
| 5.   | «Zamba del cielo»                  | Fito Páez                                | Fito Páez y Liliana Herrero |          |  |
| 6.   | «Razón de vivir»                   | Víctor Heredia                           | Lila Downs                  |          |  |
| 7.   | «El ángel de la bicicleta»         | León Gieco                               | Gustavo Cordera             |          |  |
| 8.   | «Violetas para Violeta»            | Joaquín Sabina, Violeta Parra            | Joaquín Sabina              |          |  |
| 9.   | «Jamás te olvidaré»                | Marcela Morelo                           | Marcela Morelo              |          |  |
| 10.  | «O que será?»                      | Milton Nascimento, Chico Buarque         | Daniela Mercury             |          |  |
| 11.  | «Cántame»                          | Franco de Vita                           | Franco de Vita              |          |  |
| 12.  | «La luna llena»                    | Nelson Araya                             | Rubén Rada y La Chilinga    |          |  |
| 13.  | «Canción de las cantinas»          | Manuel José Castilla, Rolando Valladares | Alberto Rojo                |          |  |
| 14.  | «Donde termina el asfalto»         | Pablo Dumit, Coqui Sosa                  | Coqui Sosa                  |          |  |
| 15.  | «Insensatez»                       | Antonio Carlos Jobim, Vinícius de Moraes | Luis Salinas                |          |  |
| 16.  | «Misionera»                        | Luiz Carlos Borges                       | Luiz Carlos Borges          |          |  |
| 17.  | «Y así y así»                      | Luciano Pereyra, Sebastián Schon         | Luciano Pereyra             |          |  |
| 18.  | «Himno Nacional Argentino»         | Vicente López y Planes, Blas Parera      | Folkloristas varios         |          |  |

## Cantora documental
'Si Latinoamérica hablara lo haría con la voz de Mercedes Sosa'
Esto resume lo que Mercedes representa para Latinoamérica y el mundo.
'Cantora, un viaje íntimo' refleja la intimidad de la artista, el momento creativo, lo que no se puede ver cuando se escucha su música, pero sí sentir. 
Luis Alberto Spinetta, Joan Manuel Serrat, Shakira, Caetano Veloso, Julieta Venegas, León Gieco, Teresa Parodi, Gustavo Cerati, Charly García, René Pérez Joglar, Fito Páez, Lila Downs, y Daniela Mercury, fueron algunos de los más de 40 artistas que compartieron esta grabación de carácter épico.
El documental transcurre en las salas de grabación donde Mercedes Sosa interpretó junto a estos artistas las canciones que componen su último álbum doble “Cantora”. 
Es un viaje musical y humano, donde Mercedes olvida la presencia de las cámaras y se deja llevar por la emoción de la interpretación, a veces riendo, a veces llorando. Su relación con cada artista está al desnudo, amigos, viejos compañeros de ruta o nuevas figuras de la música contemporánea que viven con adrenalina grabar una canción por primera vez con la artista. Momentos íntimos que reflejan también el por qué Mercedes eligió el repertorio y los artistas que la acompañaron. 
Sumado a esto, el documental también está hilado a través de dos entrevistas únicas realizadas a Mercedes en su hogar, meses antes de su partida. La relación entre lo que dice y lo que canta es clave en el documental, es un único camino y así está montado.

## Reconocimientos
| Año  | Organización           | Categoría                             | Resultado | Ref.        |
| ---- | ---------------------- | ------------------------------------- | --------- | ----------- |
| 2009 | Premios Grammy Latinos | Álbum del año                         | Nominada  | [ 3 ] [ 4 ] |
| 2009 | Premios Grammy Latinos | Mejor álbum folklórico                | Ganador   | [ 3 ] [ 4 ] |
| 2009 | Premios Grammy Latinos | Mejor diseño de empaque               | Ganador   | [ 3 ] [ 4 ] |
| 2010 | Premios Carlos Gardel  | Álbum del año                         | Nominado  | [ 5 ]       |
| 2010 | Premios Carlos Gardel  | Producción del año                    | Nominado  | [ 5 ]       |
| 2010 | Premios Carlos Gardel  | Mejor álbum artista folklore femenino | Ganador   | [ 5 ]       |
| 2010 | Premios Carlos Gardel  | Mejor álbum artista folklore femenino | Nominado  | [ 5 ]       |
| 2010 | Premios Carlos Gardel  | Mejor DVD                             | Ganador   | [ 5 ]       |

## Posicionamiento en listas
| Lista (2009)                      | Mejor posición |
| --------------------------------- | -------------- |
| Argentina (CAPIF)                 | 1              |
| Estados Unidos (Top Latin Albums) | 22             |
| Estados Unidos (Latin Pop Albums) | 8              |

| Lista (2009)      | Mejor posición |
| ----------------- | -------------- |
| Argentina (CAPIF) | 1              |
| Lista (2013)      | Mejor posición |
| Argentina (CAPIF) | 57             |

## Certificaciones
| País      | Organismo certificador | Certificación | Ventas certificadas | Ref.   |
| --------- | ---------------------- | ------------- | ------------------- | ------ |
| Argentina | CAPIF                  | 5× Platino    | 200 000             | [ 11 ] |